# Куарто-д'Альтіно
Куарто-д'Альтіно (італ. Quarto d'Altino, вен. Quarto d'Altìn) — муніципалітет в Італії, у регіоні Венето, метрополійне місто Венеція.
Куарто-д'Альтіно розташоване на відстані близько 410 км на північ від Рима, 17 км на північ від Венеції.
Населення — 8292 особи (2014).
Покровитель — святий Архангел Михаїл.

## Демографія
Населення за роками:

Станом на 1 січня 2023 року в муніципалітеті офіційно проживало 828 іноземців з 62 країн, серед них 292 громадяни країн Євросоюзу та 36 громадян України.

## Сусідні муніципалітети
- Казале-суль-Сіле
- Маркон
- Меоло
- Мольяно-Венето
- Музіле-ді-П'яве
- Ронкаде
- Венеція